# NRK2
NRK2 es el segundo canal de televisión de Norsk Rikskringkasting, ente público de radio y televisión de Noruega. Sus emisiones regulares comenzaron el 1 de septiembre de 1996.
Actualmente, su programación está basada en informativos, documentales y programas culturales. En un principio se ideó como un canal juvenil llamado NRK TO, pero la televisión pública creó en 2007 un canal específico para ese público, NRK3.

## Historia
Después de 35 años con un solo canal público, el grupo NRK estudió la creación de un segundo canal público en 1996, dedicado al público joven, con el que se quería evitar una fuga de espectadores a los nuevos canales privados. De este modo, el 1 de septiembre de ese año comenzaron las emisiones de NRK TO (traducible como NRK Dos). El inicio de emisiones sólo pudo verse en las ciudades más pobladas, y la señal no llegó a todo el país hasta la introducción de la televisión digital terrestre.
En un principio, la programación de NRK TO contenía programas de entretenimiento y reposiciones del primer canal, con desconexiones locales. Sin embargo, las audiencias de la nueva cadena eran muy bajas, comparadas con la televisión privada (TV2 y TVNorge). De este modo, la televisión pública comenzó a emitir programas culturales y otros espacios de servicio público que no tenían cabida en NRK1. Poco a poco, el número de espectadores aumentó con la nueva programación, y en 2000 se cambió el nombre del canal por NRK2.
Con la creación del infantil NRK Super y el juvenil NRK3, el segundo canal se convirtió en una televisión cultural e informativa con desconexiones locales, por lo que la programación juvenil que emitían pasó al tercer canal.
Desde el año 2010, NRK2 se encuentra disponible en alta definición (HD) igual que todos los canales de NRK.

## Identidad Visual

Antiguo logo de NRK To de septiembre 1996 a 2000
Antiguo logo de NRK2 de 2000 a octubre de 2011
Logo de NRK2 desde octubre de 2011